# Caddy
Dragoș Vlad-Neagu (n. 20 septembrie 1976, București, România), cunoscut ca Caddillac, prescurtat la Caddy, Daddy Caddy sau ca Klax 187, este un rapper român și totodată component al trupei de hip-hop, B.U.G. Mafia.

## Biografie
În 1993 formează împreună cu Tata Vlad trupa Bucharest UnderGround (astăzi B.U.G. Mafia), sub numele de scenă Klax 187. 187 vine de la codul folosit de polițiștii americani pentru crime. În 1996 își schimbă numele în Daddy Caddy.

## Featuring-uri
- 1998: La Familia - Nu Mă Cunoști (feat. Uzzi & Caddillac)
- 1999: La Familia - Nimic De Pierdut (feat. Caddillac)
- 2002: Îngeri Pierduți (feat. Grasu XXL & Mario)
- 2012: Jerry Co - Ieși Afară (feat. Caddillac)
- 2020: Tzigoiners - Everest (feat. Caddillac)
- 2021: AlbertNBN - Sânge Peste Tot (feat. Caddillac)
- 2022: OG Eastbull - Trening Negru (feat. Caddillac & Tata Vlad)
- 2022: Petre Ștefan - Aripi de Fier (feat. Caddillac)

## Viața personală
Are un fiu.